# Alegria (Cebu)
Alegria ist eine philippinische Stadtgemeinde in der Provinz Cebu.

## Geografie
Alegria liegt im Südwesten der Insel Cebu an der Küste der Tanon-Straße, die Entfernung nach Cebu City beträgt ca. 117 km. Im Norden grenzt die Stadtgemeinde an Badian, im Osten an die Stadtgemeinden Dalaguete, Alcoy und Boljoon. Im Süden grenzt Malabuyoc an Alegria. Das Klima ist geprägt von zwei ausgeprägten Jahreszeiten, einer kurzen ein- bis zweimonatigen Trockenzeit und einer Regenzeit und gehört somit zum Klimatyp III nach dem Coronasystem der philippinischen Klimaklassifizierung.

### Baranggays
Alegria ist politisch in neun Baranggays unterteilt.
- Compostela
- Guadalupe
- Legaspi
- Lepanto
- Madridejos
- Montpeller
- Poblacion
- Santa Filomena
- Valencia

## Referenz
- Amtliche Homepage von Cebu